# أبو الأسود الفهري
أبو الأسود مُحمَّد بن يُوسُف بن عبد الرحمن الفهري (توفي سنة 170هـ / 787م) هو ثائر أندلسي وابن يُوسُف بن عبد الرحمن الفِهري آخر ولاة الأندلس قبل قيام الإمارة الأمويَّة في الأندلس. عُرف أبو الأسود بسجنه الطويل وهروبه الجريء وقيادته لثورتين على الأمير عبد الرحمن بن معاوية الأموي بين عامي 168 و170هـ / 784 و787م.

## خلفية وسجنه
بعد زوال حكم أبيه يوسف الفهري في الأندلس ومقتل أخيه عبد الرحمن، سُجن أبو الأسود محمد في قرطبة بأمر الأمير عبد الرحمن الداخل. قضى أبو الأسود دهرًا طويلًا في الحبس، وخلال هذه الفترة تظاهر بالعمى وأتقن تقليد المكفوفين حتى ثبت ذلك عند الأمير عبد الرحمن وحرّاس السجن، مما أدى إلى التهاون في مراقبته.

## الهروب من السجن والثورة الأولى
استغل أبو الأسود إهمال الحراس له بسبب عماه المزعوم. كان في السجن سرداب يوصل إلى النهر الأعظم (نهر الوادي الكبير)، يخرج إليه السجناء لقضاء حوائجهم. تمكن أبو الأسود من التنسيق مع مولى له كان يلتقيه عند شاطئ النهر، ورتّب معه لتجهيز خيل للهروب. وفي أحد الأيام، خرج أبو الأسود كعادته، وعبر النهر سباحةً حيث كان مولاه ينتظره بالخيل، فركبها ولاذ بالفرار حتى وصل إلى مدينة طليطلة.
استطاع أبو الأسود في طليطلة أن يجمع حوله عددًا كبيرًا من المؤيدين، ثم ذهب بهم لقتال الأمير عبد الرحمن الأموي، والتقى الجيشان في معركة عند مكان يُعرف بالوادي الأحمر بمنطقة قسطلونة. دار قتال شديد بين الطرفين، انتهى بهزيمة أبي الأسود وأصحابه، وقُتل من أصحابه نحو أربعة آلاف رجل، بالإضافة إلى من غرق في النهر أثناء الهرب. لاحق الأمير عبد الرحمن فلول جيش أبي الأسود حتى تجاوز قلعة رباح.

## الثورة الثانية ونهايته
لم ييأس أبو الأسود من فشل ثورته وإرادته لإعادة الحكم لأسرته الفهريَّة، فأعاد جمع قواته وعاد لقتال الأمير عبد الرحمن مرة أخرى في سنة 169هـ / 785-786م. ولكن ما إن ظهرت مقدمة جيش الأمير الأموي حتى تفرق أصحاب أبي الأسود وانهزموا بسرعة، وهو من بينهم. ومع تمكن أبو الأسود من الفرار بأهله، غير أن معظم رجاله قُتلوا في المواجهة.
بقي أبو الأسود هاربًا ومُطاردًا حتى سنة 170هـ / 787م، حيث توفي في قرية من أعمال طليطلة. بعد وفاته، حاول أخوه قاسم بن يوسف الفهري إكمال الثورة وجمع الأنصار، لكن الأمير عبد الرحمن سار إليه بجيشه، فجاءه قاسم مستسلمًا دون طلب الأمان، فأمر الأمير بقتله، لتنتهي بذلك حركة آل الفهري على الأمويين في الأندلس.

### فهرس المنشورات
1. 1 2 3 4 5 6  ابن الأثير (2005)، ص. 852.

### معلومات المنشورات كاملة
الكتب مرتبة حسب تاريخ النشر
- ابن الأثير الجزري (2005)، الكامل في التاريخ، مراجعة: أبو صهيب الكرمي، عَمَّان: بيت الأفكار الدولية، OCLC:122745941، QID:Q123225171